# Юкио (Marvel Comics)
Юкио (англ. Yukio) — героиня американских комиксов издательства Marvel Comics, созданная сценаристом Крисом Клэрмонтом и художником Фрэнком Миллером и дебютировшая в комиксе Wolverine #1 (Июнь 1982). Наиболее известна как одна из союзников супергероя-мутанта Росомахи, с которым она познакомилась в Японии, где способствовала его победе над криминальным лордом Сингэном Ясидой. Впоследствии стала верным другом Логана вплоть до того, что тот доверил ей заботиться о своей приёмной дочери Амико. Также состояла в неоднозначных отношениях с товарищем Росомахи по команде Люди Икс по имени Шторм, вдохновив её сделать культовый панковский ирокез в 1980-х годах.
С момента её первого появления в комиксах героиня появилась в различных медиа-адаптациях, включая мультсериалы и кино. В фильме «Росомаха: Бессмертный» (2013), выходившем в рамках одноимённой кинофраншизы от студии 20th Century Fox, роль Юкио исполнила актриса Рила Фукусима, после чего её заменила Сиори Куцуна в картине «Дэдпул 2» (2018).

## Вне комиксов
Телевидение
Роми Паку озвучила Юкио в «Marvel Anime: Росомаха» (2011).
Кино
- В фильме «Росомаха: Бессмертный» (2013) Юкио сыграла Рила Фукусима[7].
- Сиори Куцуна исполнила роль Юкио в фильме «Дэдпул 2» (2018)[8]. Первоначально ходили слухи, что она сыграет мутанта по имени Импульс[9]. Местная версия Юкио состоит в отношениях со Сверхзвуковой Боеголовкой, что стало первым случаем демонстрации открытой ЛГБТ-пары[англ.] в истории фильмов о супергероях[10].
- Кицуна вернулась к роли Юкио в фильме «Дэдпул и Росомаха» (2024)[11].